# George Lennox Watson
Pour les articles homonymes, voir George Watson et Watson.
Compléments
- Architecte du Britannia, yacht de Edouard VII
- Architecte de 4 voiliers challenger pour la Coupe de l'America

George Lennox Watson est un architecte naval écossais né en 1851 à Glasgow et mort en 1904.

## Jeunesse
Alors qu'il est encore jeune, Watson découvre pendant ses vacances le long du Firth of Clyde le plaisir de naviguer. Il décide alors de devenir architecte naval. À l'âge de 16 ans, il entre au chantier Robert Napier & Son à Glagow en tant qu'apprenti dessinateur.

## Carrière
Watson a dessiné, pendant ses 32 années de carrière, 432 bateaux, ce qui fait un lancement toutes les trois semaines et demie. Très tôt, par son design innovant, il attire l'attention de nombreux amateurs de yachts fortunés tels que Sir Thomas Lipton, les familles Rothschild ou Vanderbilt.
Parmi ses réalisations les plus connues :
- Le Britannia, cotre aurique, construit en 1893, propriété de Édouard VII puis de George V qui durant ses 43 ans de carrière remporta 213 courses.
- 4 voiliers Challenger pour la Coupe de l'America
  - Thistle (1887)
  - Valkyrie II (1893)
  - Valkyrie III (1895)
  - Shamrock II (1901)